# Champaquí
Der Champaquí ist mit 2790 Metern der höchste Berg der Sierra de los Comechingones und gleichzeitig die höchste Erhebung der gesamten Sierras de Córdoba in der argentinischen Provinz Córdoba.
Die Täler, die an den Berg angrenzen, sind auf westlicher Seite das Valle de Traslasierra, auf östlicher Seite das Valle de Calamuchita.
Der Berg steigt an der Westflanke mäßig stark an, während die Ausläufer auf der Ostseite sehr sanft sind. In der Nähe des Gipfels befindet sich ein kleiner See, der von Ende April bis Anfang August gefroren ist. Es wird angenommen, dass der See der Namensgeber für den Berg ist, da dieser in der Sprache der Comechingones "Wasser im Kopf" oder auch "Wasser an der Spitze des Hügels" bedeutet.